# Biologická klasifikace
Biologická klasifikace je způsob, jakým biologové kategorizují existující a vymřelé druhy organismů. Takový způsob třídění organismů a jejich skupin do hierarchického klasifikačního systému se označuje jako taxonomické zařazení. Klasifikují se existující i vymřelé druhy organismů a jejich skupiny. Biologická klasifikace může být postavena na různých principech, proto je možné nalézt více biologických klasifikací a jim odpovídajících taxonomických zařazení.
Biologickou klasifikací se zabývají systematická biologie, fylogenetika a kladistika. Moderní klasifikace má své kořeny v systému, který vytvořil švédský přírodovědec Carl Linné. Ten rozdělil tehdy známé druhy organismů do skupin podle fyzických charakteristik. S postupným prohlubováním znalostí o organismech a principech jejich vývoje, jako druhu či jedince, se rozvíjel také způsob taxonomického řazení. Moderní biologické klasifikační systémy procházejí neustálým vývojem. Od prosté morfologické podobnosti se na základě prohlubujících se znalostí postupně přechází ke klasifikaci přirozené, tedy podle skutečné fylogenetické příbuznosti.
Princip třídění založený na morfometrických a numerických metodách a jeho výsledky jsou označovány jako fenetické klasifikace. Organismy a jejich skupiny jsou tříděny na základě fyzických vlastností a vzhledu. Do stejného taxonu se tedy mohou dostat i organismy a jejich skupiny, které nejsou ve skutečnosti příbuzné. Naopak kladistická klasifikace (fylogenetická klasifikace) je založena na principech odrážejících příbuznost organismů a jejich skupin. Existují také evoluční klasifikace, které jsou postaveny na základě výsledků fenetické a kladistické klasifikace.

## Nejvyšší klasifikační úroveň
Nejvyšší klasifikační úrovní buněčných organismů jsou v současné biologii zpravidla tři tzv. domény:
- archea (Archaea, zast. Archaebacteria)
- bakterie (Bacteria, zast. Eubacteria) a
- eukaryota, čili jaderní (Eukaryota syn. Eukarya)

Předpokládá se, že se jedná o hlavní vývojové větve života, i když na stávající úrovni poznání nedokážou biologové s dostatečnou věrohodností prokázat jejich přirozenost – jednak proto, že není úplně jasné, jak vypadal společný předek, ale také proto, že jedna z domén mohla vzniknout až vývojem uvnitř jiné (parafyletismus). Existují např. mnohé studie, kladoucí jaderné organismy dovnitř archeí; naopak hypotéza společného evolučního vývoje archeí a bakterií (tzv. prokaryota) byla s vysokou věrohodností vyvrácena.
K výše uvedeným doménám bývá řazena ještě jedna skupina, tzv.
- nebuněčné organismy, kam patří viry, viroidy a podobné soustavy, vykazující charakteristiky života pouze společně s nějakým buněčným organismem.

Zatím neexistuje jednotný fylogenetický pohled na vznik virů, ale může se ukázat, že některé jejich skupiny jsou pozůstatkem dnes již vymřelých dalších domén buněčných organismů. Další překvapení zasahující nejvyšší klasifikační úrovně může v budoucnosti přinést rozvíjející se exobiologie, podaří-li se nalézt mimozemský život, či jeho pozůstatky.
S rozšířením o nebuněčné organismy lze nejvyšší klasifikační úrovně zobrazit následující tabulkou, která v pravém sloupci přebírá podbarvení použité v taxoboxech, a pro přehlednost obsahuje i fylogeneticky nepřirozené skupiny (označené hvězdičkou):
| život (Vitae) organismy (Biota) | nebuněčné organismy (Acytota / Aphanobionta)* (viry včetně viroidů a satelitních nukleových kyselin, priony?) | nebuněčné organismy (Acytota / Aphanobionta)* (viry včetně viroidů a satelitních nukleových kyselin, priony?) | nebuněčné organismy (Acytota / Aphanobionta)* (viry včetně viroidů a satelitních nukleových kyselin, priony?) | nebuněčné organismy (Acytota / Aphanobionta)* (viry včetně viroidů a satelitních nukleových kyselin, priony?) |
| život (Vitae) organismy (Biota) | buněčné organismy (Cytota)                                                                                    | Prokaryota* / Monera*                                                                                         | Prokaryota* / Monera*                                                                                         | bakterie (Bacteria)                                                                                           |
| život (Vitae) organismy (Biota) | buněčné organismy (Cytota)                                                                                    | Prokaryota* / Monera*                                                                                         | Prokaryota* / Monera*                                                                                         | archea (Archaea)                                                                                              |
| život (Vitae) organismy (Biota) | buněčné organismy (Cytota)                                                                                    | Eukaryota / Eukarya                                                                                           | Eukaryota / Eukarya                                                                                           | protisté (Protista)*                                                                                          |
| život (Vitae) organismy (Biota) | buněčné organismy (Cytota)                                                                                    | Eukaryota / Eukarya                                                                                           | Eukaryota / Eukarya                                                                                           | houby (Fungi)                                                                                                 |
| život (Vitae) organismy (Biota) | buněčné organismy (Cytota)                                                                                    | Eukaryota / Eukarya                                                                                           | Eukaryota / Eukarya                                                                                           | rostliny (Plantae / Archaeplastida)                                                                           |
| život (Vitae) organismy (Biota) | buněčné organismy (Cytota)                                                                                    | Eukaryota / Eukarya                                                                                           | Eukaryota / Eukarya                                                                                           | živočichové (Animalia / Metazoa)                                                                              |

## Klasifikace nižších úrovní
- Klasifikace eukaryot
  - Klasifikace hub
  - Klasifikace rostlin
    - Systém APG IV (krytosemenné)
    - Systém PPG I (kapraďorosty)
    - Systém mechorostů od Bryophyte Phylogeny Group

  - Klasifikace živočichů
    - Klasifikace strunatců
    - Taxonomie plžů (Bouchet & Rocroi, 2005)
- Klasifikace archeí: Systematika; fylogenetický strom
- Klasifikace bakterií
  - Klasifikace sinic
- Klasifikace virů